# Xylotrechus uniannulatus
Xylotrechus uniannulatus är en skalbaggsart som beskrevs av Maurice Pic 1925. Xylotrechus uniannulatus ingår i släktet Xylotrechus och familjen långhorningar. Inga underarter finns listade i Catalogue of Life.